# Igreja Anglicana no Canadá
A Igreja Anglicana do Canadá (em inglês:  Anglican Church of Canada) é a província da Comunhão Anglicana no Canadá. O nome oficial em francês é l'Église anglicane du Canada. Em 2017, a Igreja Anglicana contava com 359.030 membros em listas paroquiais em 2.206 congregações, organizadas em 1.571 paróquias. O Censo Canadense de 2011 contabilizou 1.631.845 anglicanos auto-identificados (5% da população canadense total), tornando a Igreja Anglicana a terceira maior Igreja canadense depois da Igreja Católica Romana e a Igreja Unida do Canadá. O Censo Canadense de 2021 contabilizou mais de 1 milhão de anglicanos auto-identificados (3,1% da população canadense total), permanecendo a terceira maior Igreja canadense. Como outras igrejas anglicanas, a liturgia da Igreja Anglicana do Canadá utiliza uma versão nativa do Livro de Oração Comum, o livro de orações de 1962. Uma revisão posterior, o Livro de Serviços Alternativos de 1985, tornou-se o livro litúrgico dominante da Igreja.
Embora o Canadá não tenha uma Igreja estabelecida, o Estilo Real Canadense do Rei do Canadá continua a incluir o título de Defensor da Fé (francês: Défenseur de la Foi), embora não em relação a qualquer denominação específica, e o Monarca Canadense continua seu semblante de três Capelas Reais no Reino.

## Nome oficial
Até 1955, a Igreja Anglicana do Canadá era conhecida como a "Igreja da Inglaterra no Domínio do Canadá" ou simplesmente "Igreja da Inglaterra no Canadá". Em 1977, o Sínodo Geral da Igreja adotou l'Église Episcopale du Canada como seu nome em língua francesa. Este nome foi substituído pelo atual, l'Église anglicane du Canada, em 1989; no entanto, o nome anterior ainda é usado em alguns lugares junto com o novo.
Uma questão de alguma confusão para os anglicanos em outras partes do mundo é que, enquanto a Igreja Anglicana do Canadá é uma província da Comunhão Anglicana, a Província Eclesiástica do Canadá é apenas uma das quatro províncias eclesiásticas da Igreja Anglicana do Canadá. Essa confusão é agravada pelo fato de que o Canadá tem dez províncias civis, juntamente com três territórios.
Nos últimos anos, houve tentativas de grupos dissidentes de incorporar sob nomes muito semelhantes. Corporações do Canadá, a agência do Governo federal que tem jurisdição sobre empresas incorporadas pelo Governo federal, decidiu em 12 de setembro de 2005 que um grupo de anglicanos dissidentes não pode usar o nome "Comunhão Anglicana no Canadá", afirmando que no Canadá, o termo "Comunhão Anglicana" está associada apenas à Igreja Anglicana do Canadá, sendo a denominação canadense que pertence a esse organismo internacional.

## Estrutura

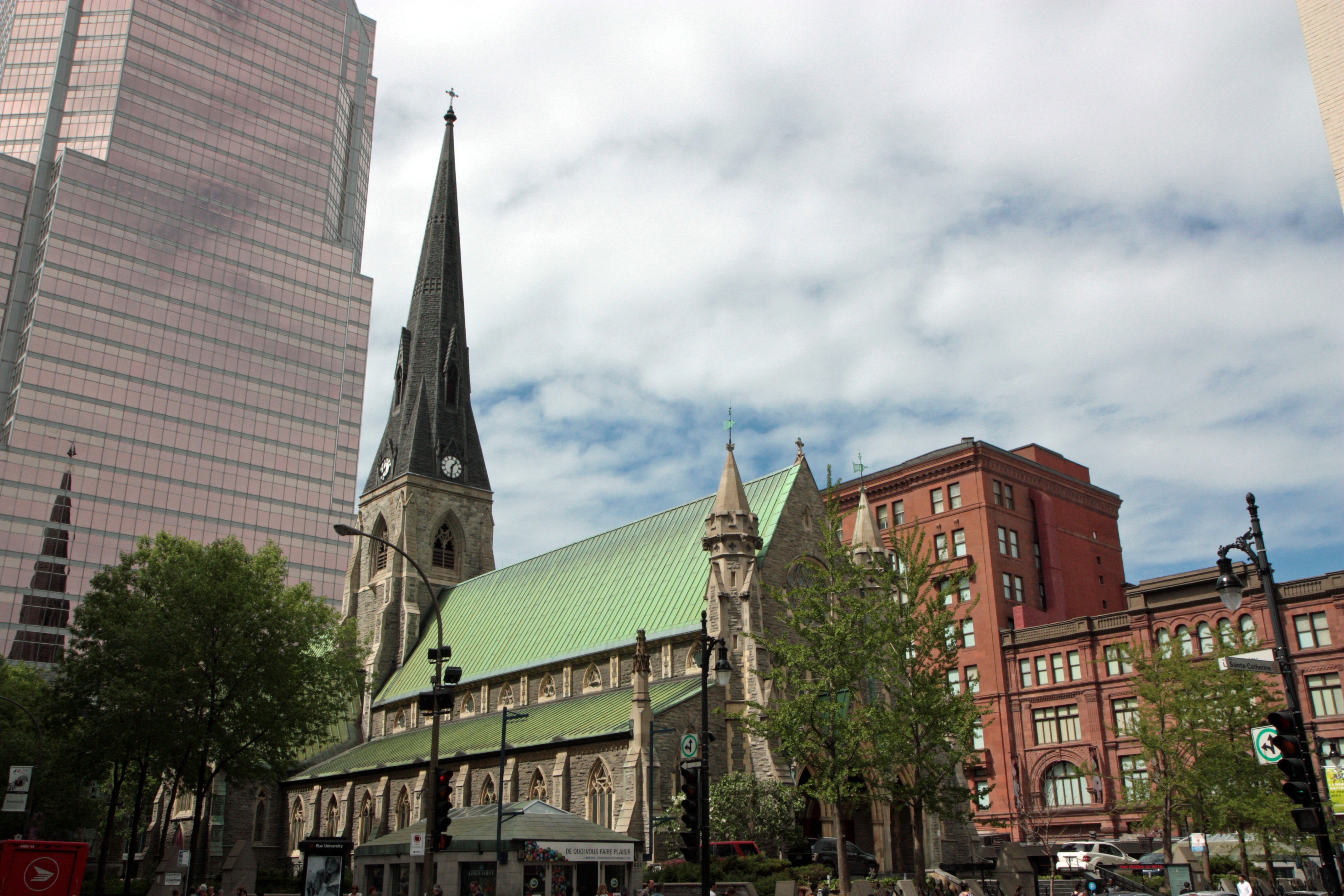
Catedral da Igreja de Cristo no centro de Montreal, Quebec.

Bandeira da Igreja Anglicana do Canadá.

Os cristãos anglicanos em todo o mundo são mantidos unidos por formas comuns de adoração, como o Livro de Oração Comum e suas alternativas modernas, que incorporam sua doutrina. Outros formulários, como o Ordinal, os Trinta e Nove Artigos e o Primeiro e Segundo Livros das Homilias fornecem uma tradição teológica compartilhada. Outros instrumentos de unidade na Comunhão Anglicana são, localmente, seus bispos e, internacionalmente, o Arcebispo de Cantuária, e, em tempos mais recentes, as Conferências de Lambeth, o Encontro de Primazes da Comunhão Anglicana e o Conselho Consultivo Anglicano bienal. Esses últimos quatro instrumentos de unidade têm autoridade moral, mas não legislativa, sobre as províncias individuais.
No Canadá, os bispos anglicanos cederam parte de sua autoridade a três órgãos – o Sínodo Geral, o Sínodo Provincial (há quatro no Canadá) e os sínodos diocesanos (há 29).
A Igreja nacional no Canadá está estruturada no típico modelo anglicano de um arcebispo presidente (o Primaz) e Sínodo.
Em 2007, a Igreja considerou racionalizar sua estrutura episcopal cada vez mais pesada à medida que sua adesão diminuía, o que poderia significar uma redução substancial no número de dioceses, bispos e catedrais.